# Fægtning under sommer-OL 2024
Fægtning under sommer-OL 2024 blev afholdt fra 27. juli til 4. august 2024 på Grand Palais i Paris. Der konkurreres i tolv øvelser; fleuret, kårde og sabel til mænd og kvinder, både individuelt og for hold.

## Program
| P | Indledende runder | QF | Kvartfinaler | SF | Semifinaler | F | Finaler | M | Morgen | E | Eftermiddag |

| Dato                      | Lør 27. | Lør 27. | Lør 27. | Lør 27. | Søn 28. | Søn 28. | Søn 28. | Søn 28. | Man 29. | Man 29. | Man 29. | Man 29. | Tir 30. | Tir 30. | Tir 30. | Tir 30. | Ons 31. | Ons 31. | Ons 31. | Ons 31. | Tor 1. | Tor 1. | Tor 1. | Tor 1. | Fre 2. | Fre 2. | Fre 2. | Fre 2. | Lør 3. | Lør 3. | Lør 3. | Lør 3. | Søn 4. | Søn 4. | Søn 4. | Søn 4. |
| Øvelse                    | M       | M       | E       | E       | M       | M       | E       | E       | M       | M       | M       | M       | M       | M       | E       | E       | M       | M       | E       | E       | M      | M      | E      | E      | M      | M      | E      | E      | M      | M      | E      | E      | M      | M      | M      | M      |
| ------------------------- | ------- | ------- | ------- | ------- | ------- | ------- | ------- | ------- | ------- | ------- | ------- | ------- | ------- | ------- | ------- | ------- | ------- | ------- | ------- | ------- | ------ | ------ | ------ | ------ | ------ | ------ | ------ | ------ | ------ | ------ | ------ | ------ | ------ | ------ | ------ | ------ |
| Kårde mænd                |         |         |         |         | P       | QF      | SF      | F       |         |         |         |         |         |         |         |         |         |         |         |         |        |        |        |        |        |        |        |        |        |        |        |        |        |        |        |        |
| Kårde for hold, herrer    |         |         |         |         |         |         |         |         |         |         |         |         |         |         |         |         |         |         |         |         |        |        |        |        | P      | QF     | SF     | F      |        |        |        |        |        |        |        |        |
| Fleuret, herrer           |         |         |         |         |         |         |         |         | P       | QF      | SF      | F       |         |         |         |         |         |         |         |         |        |        |        |        |        |        |        |        |        |        |        |        |        |        |        |        |
| Fleuret, for hold og mænd |         |         |         |         |         |         |         |         |         |         |         |         |         |         |         |         |         |         |         |         |        |        |        |        |        |        |        |        |        |        |        |        | P      | QF     | SF     | F      |
| Sabel, herrer             | P       | QF      | SF      | F       |         |         |         |         |         |         |         |         |         |         |         |         |         |         |         |         |        |        |        |        |        |        |        |        |        |        |        |        |        |        |        |        |
| Sabel for hold, herrer    |         |         |         |         |         |         |         |         |         |         |         |         |         |         |         |         | P       | QF      | SF      | F       |        |        |        |        |        |        |        |        |        |        |        |        |        |        |        |        |
| Kårde, damer              | P       | QF      | SF      | F       |         |         |         |         |         |         |         |         |         |         |         |         |         |         |         |         |        |        |        |        |        |        |        |        |        |        |        |        |        |        |        |        |
| Kårde hold, damer         |         |         |         |         |         |         |         |         |         |         |         |         | P       | QF      | SF      | F       |         |         |         |         |        |        |        |        |        |        |        |        |        |        |        |        |        |        |        |        |
| Fleuret, damer            |         |         |         |         | P       | QF      | SF      | F       |         |         |         |         |         |         |         |         |         |         |         |         |        |        |        |        |        |        |        |        |        |        |        |        |        |        |        |        |
| Damernes fleuret for hold |         |         |         |         |         |         |         |         |         |         |         |         |         |         |         |         |         |         |         |         | P      | QF     | SF     | F      |        |        |        |        |        |        |        |        |        |        |        |        |
| Sabel kvinder             |         |         |         |         |         |         |         |         | P       | QF      | SF      | F       |         |         |         |         |         |         |         |         |        |        |        |        |        |        |        |        |        |        |        |        |        |        |        |        |
| Sabel hold kvinder        |         |         |         |         |         |         |         |         |         |         |         |         |         |         |         |         |         |         |         |         |        |        |        |        |        |        |        |        | P      | QF     | SF     | F      |        |        |        |        |

## Medaljevindere

### Medaljetabel
*   Værtsnation ( Frankrig)
| Rank            | NOC             | Guld | Sølv | Bronze | Total |
| --------------- | --------------- | ---- | ---- | ------ | ----- |
| 1               | Japan           | 2    | 1    | 2      | 5     |
| 2               | USA             | 2    | 1    | 1      | 4     |
| 3               | Sydkorea        | 2    | 1    | 0      | 3     |
| 4               | Hongkong        | 2    | 0    | 0      | 2     |
| 5               | Frankrig*       | 1    | 4    | 2      | 7     |
| 6               | Italien         | 1    | 3    | 1      | 5     |
| 7               | Ungarn          | 1    | 1    | 1      | 3     |
| 8               | Ukraine         | 1    | 0    | 1      | 2     |
| 9               | Tunesien        | 0    | 1    | 0      | 1     |
| 10              | Polen           | 0    | 0    | 1      | 1     |
| 10              | Tjekkiet        | 0    | 0    | 1      | 1     |
| 10              | Canada          | 0    | 0    | 1      | 1     |
| 10              | Egypten         | 0    | 0    | 1      | 1     |
| Total (13 NOCs) | Total (13 NOCs) | 12   | 12   | 12     | 36    |

### Mænd
| Medaljetagere       | Medaljetagere                                                               | Medaljetagere                                                                  | Medaljetagere                                                                           |
| ------------------- | --------------------------------------------------------------------------- | ------------------------------------------------------------------------------ | --------------------------------------------------------------------------------------- |
| Disciplin           | Guld                                                                        | Sølv                                                                           | Bronze                                                                                  |
| Kårde individuelt   | Koki Kano · Japan                                                           | Yannick Borel · Frankrig                                                       | Mohamed El-Sayed · Egypten                                                              |
| Kårde hold          | Ungarn · Máté Tamás Koch · Tibor Andrásfi · Gergely Siklósi · Dávid Nagy    | Japan · Akira Komata · Koki Kano · Masaru Yamada · Kazuyasu Minobe             | Tjekkiet · Jiří Beran · Jakub Jurka · Martin Rubeš · Michal Čupr                        |
| Fleuret individuelt | Cheung Ka Long · Hongkong                                                   | Filippo Macchi · Italien                                                       | Nick Itkin · USA                                                                        |
| Fleuret hold        | Japan · Kyosuke Matsuyama · Takahiro Shikine · Kazuki Iimura · Yudai Nagano | Italien · Guillaume Bianchi · Filippo Macchi · Tommaso Marini · Alessio Foconi | Frankrig · Maximilien Chastanet · Maxime Pauty · Enzo Lefort · Julien Mertine           |
| Sabel individuelt   | Oh Sang-uk · Sydkorea                                                       | Farès Ferjani · Tunesien                                                       | Luigi Samele · Italien                                                                  |
| Sabel hold          | Sydkorea · Gu Bon-gil · Oh Sang-uk · Park Sang-won · Do Gyeong-dong         | Ungarn · Csanád Gémesi · András Szatmári · Áron Szilágyi · Krisztián Rabb      | Frankrig · Sébastien Patrice · Maxime Pianfetti · Boladé Apithy · Jean-Philippe Patrice |

### Damer
| Medaljetagere       | Medaljetagere                                                                  | Medaljetagere                                                                                   | Medaljetagere                                                                                     |
| ------------------- | ------------------------------------------------------------------------------ | ----------------------------------------------------------------------------------------------- | ------------------------------------------------------------------------------------------------- |
| Disciplin           | Guld                                                                           | Sølv                                                                                            | Bronze                                                                                            |
| Kårde individuelt   | Vivian Kong · Hongkong                                                         | Auriane Mallo · Frankrig                                                                        | Eszter Muhari · Ungarn                                                                            |
| Kårde hold          | Italien · Rossella Fiamingo · Mara Navarria · Giulia Rizzi · Alberta Santuccio | Frankrig · Marie-Florence Candassamy · Alexandra Louis-Marie · Auriane Mallo · Coraline Vitalis | Polen · Aleksandra Jarecka · Alicja Klasik · Renata Knapik-Miazga · Martyna Swatowska-Wenglarczyk |
| Fleuret individuelt | Lee Kiefer · USA                                                               | Lauren Scruggs · USA                                                                            | Eleanor Harvey · Canada                                                                           |
| Fleuret hold        | USA · Jacqueline Dubrovich · Lee Kiefer · Lauren Scruggs · Maia Weintraub      | Italien · Arianna Errigo · Martina Favaretto · Alice Volpi · Francesca Palumbo                  | Japan · Sera Azuma · Yuka Ueno · Karin Miyawaki · Komaki Kikuchi                                  |
| Sabel individuelt   | Manon Apithy-Brunet · Frankrig                                                 | Sara Balzer · Frankrig                                                                          | Olga Kharlan · Ukraine                                                                            |
| Sabel hold          | Ukraine · Yuliya Bakastova · Alina Komashchuk · Olga Kharlan · Olena Kravatska | Sydkorea · Choi Se-bin · Jeon Ha-young · Jeon Eun-hye · Yoon Ji-su                              | Japan · Risa Takashima · Seri Ozaki · Misaki Emura · Shihomi Fukushima                            |